# Нахродт-Виблингверде
Нахродт-Виблингверде (нем. Nachrodt-Wiblingwerde) — община в Германии, в земле Северный Рейн-Вестфалия.
Подчиняется административному округу Арнсберг. Входит в состав района Меркиш. Население составляет 6144 человека (на 31 декабря 2023 года). Занимает площадь 29,01 км².
Община расположен в Зауэрланде и относится к району Меркиш. Характерной чертой района являются обширные возвышенные территории гор Ленне и узкая долина реки Ленне. В начале XIX века на территории нынешнего муниципалитета начали обосновываться металлообрабатывающие предприятия. Сегодня здесь по-прежнему базируются средние предприятия в секторе обработки металла. Коммуна была образована в 1907 году в результате слияния общин Келлерамт (с тех пор Нахродт) и Виблингверде. Район Виблингверде является признанным государством оздоровительным курортом.
Община подразделяется на 7 сельских округов.
| Год  | Население |
| ---- | --------- |
| 1995 | 6858      |
| 2000 | 7099      |
| 2005 | 6871      |
| 2010 | 6790      |

## Фотографии

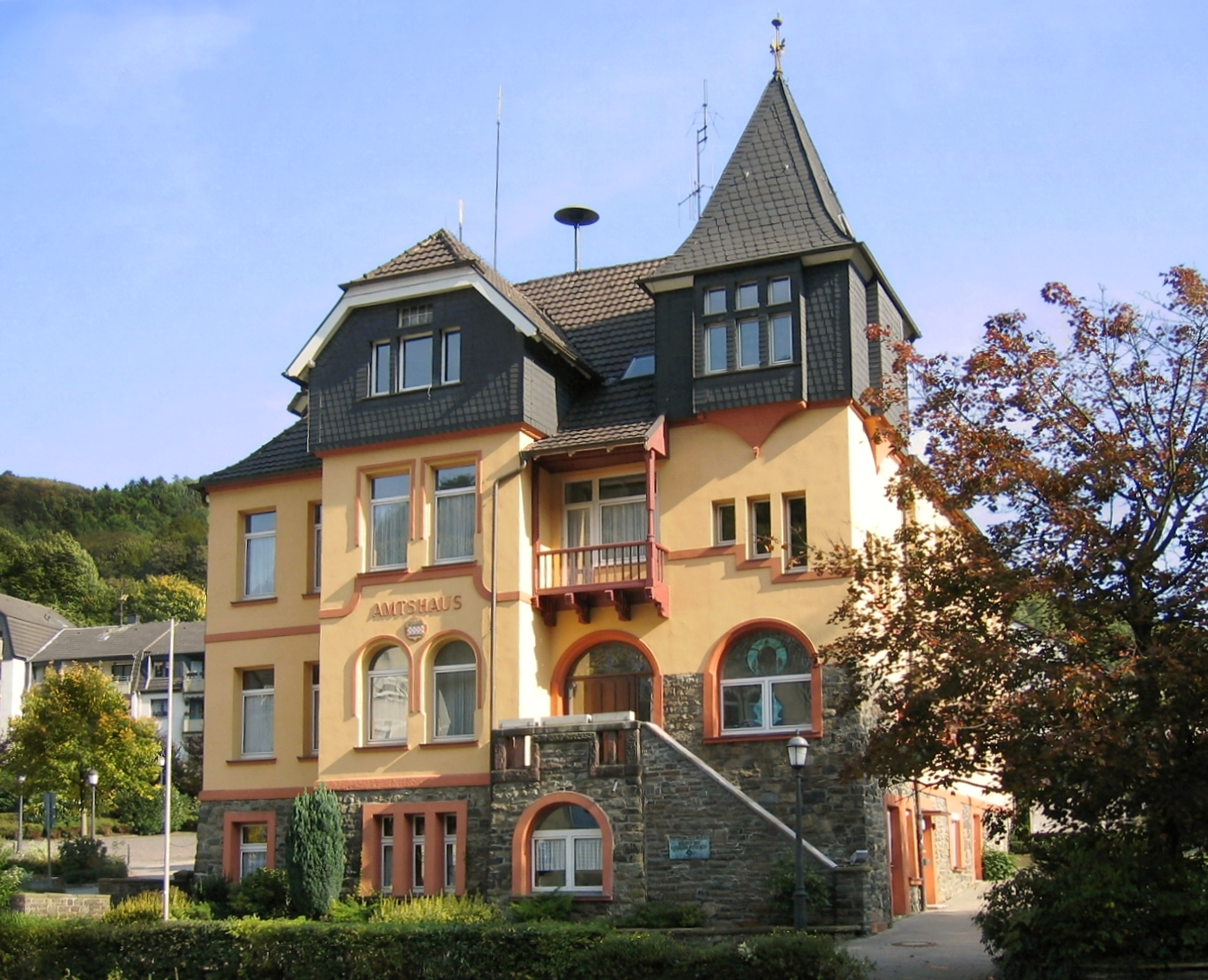
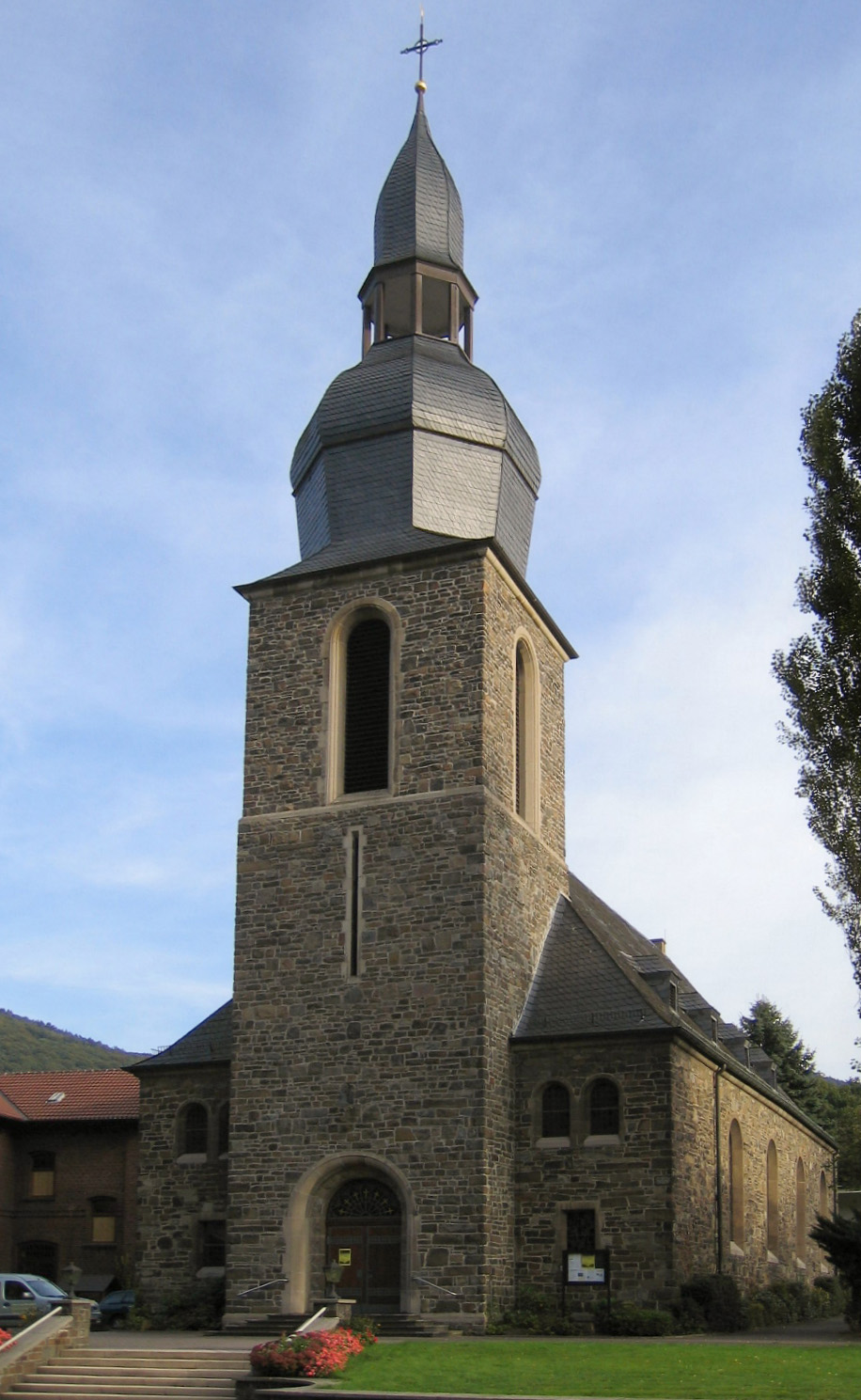
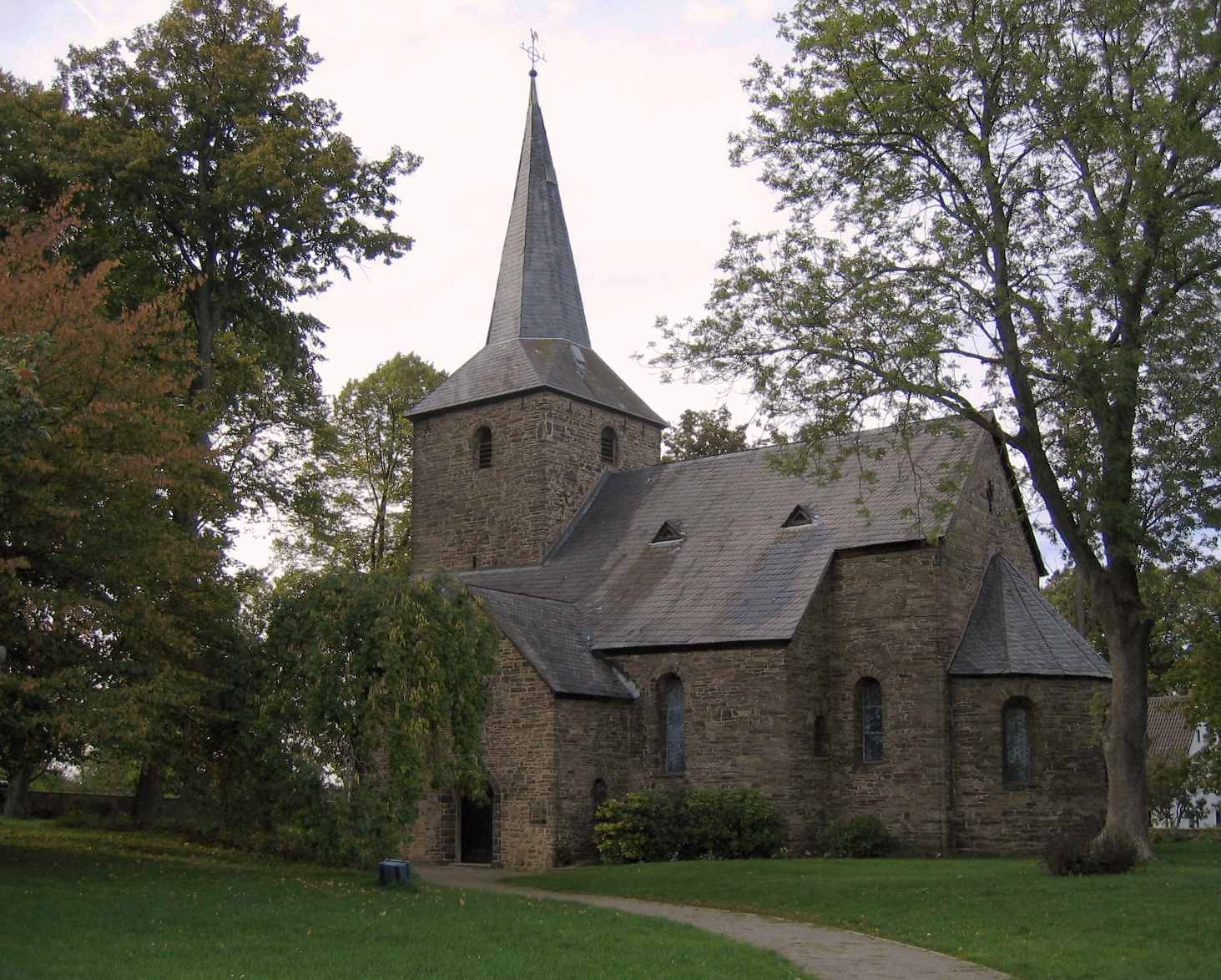